# Saramaka (village)
Saramaka (ou Saramaca) est un quartier de la ville Kourou, en Guyane. Le quartier est principalement peuplé de Saramakas du Suriname qui se sont installés dans la zone lors de la construction du Centre Spatial Guyanais.

## Histoire
En 1967, des marrons Saramaka du Suriname arrivent à Kourou pour travailler à la construction du Centre Spatial Guyanais. Ils construisirent un bidonville à la périphérie de Kourou. En 1968, Richard Price, un anthropologue américain visita Dangogo et découvrit qu'environ la moitié des hommes du village était parti pour Kourou. Certains d'entre eux sont revenus, d'autres sont restés.
La Guerre civile du Suriname, qui a eu lieu entre 1986 et 1992, a poussé davantage de marrons à traverser la frontière et à s'installer dans le village. En 1991, un programme de réhabilitation a débuté et 300 maisons ont été construites dans le village. En 2006, un incendie dans le bidonville a laissé 55 personnes sans abri. Le bidonville a été éradiqué, et le village est désormais considéré comme faisant partie intégrante de la ville de Kourou, cependant les problèmes sociaux, la criminalité et la connaissance limitée de la langue française demeurent. La langue principale parlée dans le village reste le sranantongo.
Selon le Centre National d'Etudes Spatiales, le village Saramaka était connu pour sa vie nocturne, cependant, lorsque le Gardien a visité le village en 2008, ils n'ont trouvé que quelques stands de nourriture vendant du nasi, du bami et du tipunch (un mélange de rhum).